# Hendrik van Marle
Hendrik van Marle (1362-1397) was de oudste zoon van Robert I van Bar, hertog van Marle, en Maria van Frankrijk. Op jonge leeftijd werd hij verloofd met Isabella, de dochter van Jan I van Lotharingen. Zij verkoos echter in 1386 de tweede echtgenote van Engelram van Coucy te worden. 
In 1374 ging hij naar het hof van zijn oom Karel V van Frankrijk en hij was aanwezig bij de kroning van Karels zoon, Karel VI. Hij nam deel aan een campagne in Vlaanderen in 1383. Het jaar hierop trouwde hij met Maria van Coucy, een dochter uit het eerste huwelijk van dezelfde Engelram met de dochter van Isabella van Engeland. Na de dood van haar vader (in 1397) zou zij gravin van Soissons worden. Hendrik heeft echter niet het nut en gebruik van dit graafschap beleefd. In 1396 werd hij verplicht om met Jan zonder Vrees, hertog van Bourgondië, tegen de Ottomaanse sultan te strijden. Hij werd gevangengenomen in de slag bij Nicopolis. Hoewel hij vrijkwam nadat er losgeld voor hem was betaald, stierf hij bij zijn terugreis nabij Venetië. 
Omdat zijn vader nog leefde bij zijn dood, is hij ook nooit hertog van Marle geworden. Hendriks enige zoon, Robert van Bar, zou uiteindelijk diens grootvader opvolgen.